# 忠正寺
忠正寺（ちゅうしょうじ）は、静岡県富士宮市に所在する日蓮正宗の寺院。山号は崇敬山（すうきょうさん）。

## 起源と歴史
- 1624年（寛永元年） - 富士妙蓮寺日忠により建立される。
- 1960年（昭和35年）8月21日 - 日蓮宗より改宗。

## 所在地
- 静岡県富士宮市朝日町13-3

## 寺院周辺
- 富士宮市民文化会館
- 西富士宮幼稚園

## 交通アクセス
- 身延線西富士宮駅から徒歩15分